# La Presse régionale
La société La Presse régionale est un groupe de presse catholique français fondé par Paul Féron-Vrau en 1905.

## Historique

### Fondation: la lutte contre leBloc des gauches
Riche industriel du textile du Nord, héritier de Philibert Vrau et de Camille Féron-Vrau, son père, Paul Féron-Vrau (1864-1955) est le propriétaire de la Maison de la Bonne Presse et de La Croix depuis 1900. Ce catholique social et homme d'œuvres fonde le 1er août 1905 la Société anonyme de la Presse régionale, avec son cousin André Bernard, administrateur de la Compagnie des mines de Courrières et président du conseil d'administration des Forges et aciéries de Denain et Anzin, désigné premier président du conseil d'administration jusqu'à son décès en 1913. C'est un consortium ; son siège est établi rue Bayard (au siège de la Bonne Presse), puis quelque temps avant la Première Guerre mondiale, au 43 rue de Trévise à Paris.
Son capital initial de 1 000 000 francs divisé en mille actions de mille francs est souscrit par 178 personnes, pour l'essentiel des personnalités du monde des affaires du Nord, souvent issues de dynasties apparentées, et dans une moindre mesure du Pas-de-Calais et de Paris, ainsi que d'autres départements. Sont ainsi administrateurs en 1905, outre Féron-Vrau : Jean Tiberghien-Caulliez (1874-1957), de Tourcoing, industriel lainier (vice-président), Paul Boselli-Scrive (vice-président), Louis Lepoutre-Caulliez (1862-1935), industriel du textile à Roubaix (vice-président), Jacques Vaney, propriétaire à Paris, son premier administrateur-délégué, Paul Bernard, industriel à Lille, Joseph Motte, filateur de Roubaix, Paul Le Blanc, filateur à Lille, le banquier Henri Scalbert, d'Arras (Banque Scalbert-Dupont), Alexandre Cavrois de Saternault, propriétaire à Arras, Louis Thiriez, filateur à Loos-les-Lille, et Cordonnier-Coué, propriétaire, de Petit-Couronne (Seine-Maritime). Féron-Vrau (376 actions souscrites ; il a versé le quart de leur valeur en 1905 soit 94 000 francs) et Paul Bernard (100) sont les deux plus gros souscripteurs, loin devant les autres, qui ont souscrit une, deux ou cinq actions (Joseph Motte), et de dix à 25 pour quelques-uns (10 pour Louis Thiriez, Emile Descamps, Jean Maître ou Louis Lepoutre, 20 pour Boselli, 25 pour Paul Le Blanc). Quelques rares femmes ont souscrit (telle la baronne Reille: 2 actions), et quelques clercs aussi, comme l'abbé Charles Thellier de Poncheville (1 action).
Elle a pour objectifs d'aider financièrement des journaux catholiques de province à s'équiper pour prendre leur essor et s'assurer une clientèle, et de leur apporter une aide matérielle par la suite, en ce qui concerne le financement, la diffusion, la mise à disposition d'informations et de documentation et la collecte de la publicité extrarégionale. Elle s'associe donc à des journaux existants, dont elle devient le copropriétaire, et leur apporte un financement et une aide technique. Parmi les principaux collaborateurs originels de la PR figurent des journalistes, des employés et des cadres de La Croix et de la Bonne Presse : Louis Hermelin, Léon Berteaux, Faigle, Petel et Edouard Avenel.
Ce projet s'est réalisé en étroite relation avec le parti politique des catholiques ralliés à la République (les « Ralliés »), l'Action libérale populaire (ALP). Paul Féron-Vrau et André Bernard sont alors les représentants du Nord de ce parti et sont membres de son comité directeur. André Bernard, toutefois, aurait rallié l'Action française vers 1910. Jacques Piou, président de l'ALP, assiste aux réunions annuelles de la PR. Selon lui, l'ALP n'a pas versé d'argent à la PR mais a reçu de Féron-Vrau quelques actions gratuites. Une partie du capital de chacun des journaux du groupe est apportée par des notables catholiques locaux, eux aussi souvent liés à l'ALP.
En outre, certains évêques réclamaient dans leur diocèse la création ou le développement d'un journal catholique chargé de défendre l'Église et les catholiques contre la politique anticléricale des gouvernements du Bloc des gauches, qui met en péril les congrégations religieuses et leurs écoles : procès intenté aux Assomptionnistes en 1900 et leur dissolution, loi sur les associations en 1901, qui oblige les congrégations à déposer une demande d’autorisation dans les trois mois, ou, à défaut, à s’exiler ou à se disperser, fermeture, à l’été 1902, de plus de 2500 écoles congréganistes, loi du 7 juillet 1904 interdisant tout enseignement aux congrégations, même autorisées, crise de la loi de séparation de 1905. Dès lors, les journaux de la Presse régionale vont défendre les libertés religieuses, combattre cette politique jugée sectaire et dictatoriale et ses partisans, déclarés ou fantasmés : gauches, francs-maçons, juifs.
Le choix des journaux soutenus par la Presse régionale a été parfois critiqué, notamment par des catholiques proches de journaux à la fois royalistes et catholiques, qui s'estiment concurrencés et délaissés par l'Église, par des catholiques intransigeants et antilibéraux comme l'abbé Emmanuel Barbier.
Cinq ans après sa fondation, elle regroupe 11 journaux, répandus à travers 57 départements. Son capital a été porté à 1,5 million de francs en 1907, 1,6 million en 1908, 1,8 million en 1910, 2 millions en 1911, 2,850 millions en 1913. Féron-Vrau participe à une augmentation du capital par des apports en nature en 1912.
Le nouveau pape Benoît XV appuie la société en 1915.

### La Presse régionale dans l'entre-deux-guerres
Au lendemain de la guerre, la Presse régionale continue d'apporter son soutien aux quotidiens. Son capital est porté à 3 350 000 francs en 1920. Paul Féron-Vrau a su mobiliser les capitaux d'industriels catholiques. Il a aussi subventionné les quotidiens en difficulté du groupe avec son argent. En outre, avant 1939, il consacrait 40 000 francs par mois à la Presse régionale en dépenses publicitaires pour le Fil au chinois, un des principaux produits de son entreprise. Il préside alors le conseil d'administration de la Presse régionale. Sont réélus administrateurs en 1921 Louis Lepoutre, Joseph Motte ainsi que François Dillies-Piat, de Roubaix, Charles Huon de Penanster, administrateur du Petit Écho de la mode et vice-président de la Presse de Bretagne, qui édite Le Nouvelliste de Bretagne, et Henri de Quérézieux, propriétaire terrien dans la Loire, directeur de l'hebdomadaire La France rurale.
Les dirigeants du groupe restent proches de l'ALP, qui disparaît cependant progressivement, et de son avatar, les Secrétariats de Concorde nationale et sociale, présidés par le comte Xavier de La Rochefoucauld, vice-président de l'ALP. Le principal animateur de la PR est désormais Jules Dassonville, administrateur-délégué de la Presse régionale depuis l'avant-guerre, administrateur de plusieurs journaux du groupe et secrétaire général des Secrétariats.
Les quotidiens financés par le groupe sont, par ordre d'importance en fonction du tirage revendiqué, La Liberté du Sud-Ouest (105 000 exemplaires), Le Nouvelliste de Bretagne (96 000), Le Télégramme, de Toulouse, (90 000), L'Express de Lyon (55 000), L'Eclair de l'Est (37 000), L'Echo de la Loire et La République de l'Isère (25 000 chacun), L'Eclair comtois (18 000), Le Journal d'Amiens et le Journal d'Indre-et-Loire (10 000 chacun), présents en tout sur 63 départements.
Les dirigeants du Nouvelliste de Bretagne accueillent leurs confrères de la Presse régionale à Rennes en 1922. Les directeurs de journaux appuient alors un projet de loi demandant l'interdiction des journaux du dimanche soir et du lundi matin, pour respecter le repos dominical. Les dirigeants de L'Express de Lyon, les abbés Bailly et Duclaux-Monteil, accueillent en 1923 leurs confrères pour un congrès, avec à leur tête Dassonville et le chanoine Ardant, aumônier de la PR et vicaire général du diocèse de Limoges. Y participent Delahaye du Nouvelliste de Bretagne, Sordoillet de L'Eclair de l'Est, Cuvilliez du Télégramme de Toulouse, Poncet de La République de l'Isère, ainsi que le comte Xavier de La Rochefoucauld, le directeur du Mémorial d'Amiens, un représentant du Bien public de Dijon, des délégués de La Presse rurale de Lyon, de journaux de Tours, Nantes et Chalon, des représentants du conseil d'administration de L'Express (Jean Frachon, le colonel de Parseval, Lucien Cozon).
En 1929, la Presse régionale fête ses 25 ans d'existence à Paris, avec un banquet dans un des salons de l'hôtel Lutetia, précédé d'une messe à la basilique du Sacré-Cœur de Montmartre. Y assistent Féron-Vrau et ses trois vice-présidents, les industriels du textile du Nord Louis Lepoutre, Jean Tiberghien et Joseph Motte, et d'autres administrateurs de la Presse régionale : Jean Frachon, vice-président de la Presse lyonnaise du Sud-Est, Gaston Dufour, le banquier Henri Scalbert, Jean de Boisfleury (le benjamin du conseil), Edouard Croisille (1857-1940), directeur-fondateur de la Chronique picarde, Jean Tiberghien-Salmon (1900-1990), fils de Jean Tibergien-Caulliez. Les dirigeants des journaux qu'elle fédère : La Liberté du Sud-Ouest (Paul Glotin, président du conseil d'administration, l'abbé Peuch, administrateur-délégué, et l'abbé Bergey, directeur politique), L'Eclair de l'Est et son pendant vosgien Le Télégramme des Vosges (le député de la Fédération républicaine Édouard de Warren, président du conseil d'administration de la Presse de l'Est, Paul Sordoillet, directeur, Emile Meyer, sous-directeur), Le Télégramme de Toulouse (représenté par l'abbé Peuch, administrateur-délégué, et Albert Cuvilliez, directeur), le Nouvelliste de Bretagne avec l'abbé Jaillier, son directeur, L'Echo de la Loire (Le Meignen, administrateur-délégué, Le Bras, directeur), L'Eclair comtois (Frédéric Cocar, administrateur-délégué, Joseph Grave, rédacteur en chef), le bi-hebdomadaire Nouvelliste de la Haute-Saône (Augustin Boisselet, président du conseil d'administration de la SA du Nouvelliste, et Georges Colle, directeur ), La République de l'Isère (Louis Bonnet-Eymard, président de la Presse du Sud-Est, Henri Thouvard, administrateur-délégué, Léon Poncet, directeur), le Journal d'Amiens (Georges Béthouart, président du conseil d'administration de Picardie-Presse et Joseph Picavet, rédacteur en chef), le Courrier du Pas-de-Calais (Marc Scaillierez, président de la Nouvelle société anonyme du Pas-de-Calais, Pierre Saudemeont, administrateur-délégué, Georges Lequette, rédacteur en chef), la Presse lyonnaise du Sud-Est (les abbés Bailly et Duclaux-Monteil), La Voix des familles (Henri David). Ainsi que l'abbé Marcault, directeur de La Croix d'Indre-et-Loire, le chanoine Ardant, Léon Berteaux, directeur de la Maison de la Bonne Presse (Bayard Presse), Faigle, administrateur de la Bonne Presse, le chanoine Desgranges, député, Xavier de La Rochefoucauld. Des employés de la Presse régionale : Paul Blin, secrétaire général depuis 1919 et chef des informations parlementaires, l'ancien député Paul Tapponnier, chef du secrétariat de documentation, les rédacteurs parlementaires Jean Sarril, chef des services de la rédaction, et Albert Orry, ancien secrétaire général de la Presse nouvelle de 1904 à 1915, ancien secrétaire général du Bloc national et de l'Action nationale républicaine, Louis Arnoux, chef des services administratifs  et les rédacteurs Joseph Dessaint, Albert Vandewalle, Martial Massiani, secrétaire général et futur président du Syndicat des journalistes français (syndicat catholique), Urbain Falaize, Louis Siret, Martial Lagneau, Joseph Mayet et Marcel Tondut.
Le chanoine Ardant, qui se présente comme aumônier de la PR « de façon intermittente », porte un toast au pape Pie XI, « le grand homme d'Etat qui, en sept ans, a pu signer avec les nations onze convention solennelles, dont sept concordats, et parmi eux, le Pacte du Latran », « le docteur qui a voulu préserver ses Fils - et ses Fils de France spécialement - d'erreurs funestes, qui a su dire les paroles nécessaires. La Presse régionale lui a fait écho et elle s'en félicite » [ allusion sans doute à la condamnation de l'Action française ]. L'abbé Daniel Bergey, député et directeur politique de La Liberté du Sud-Est, prend ensuite la parole, pour demander « à Dieu pour nos évêques d'être des Chefs, d'être des Pères ». Paul Blin lui succède ; il affirme que les journalistes de la PR ont pour objectif de « défendre et de faire triompher une conception politique (...) : le Règne du Christ-Roi que vous voulez instaurer dans notre chère Patrie ». Il rend hommage à Féron-Vrau qui « sait chaque jour nous réconforter dans le bon combat et nous animer d'une ardeur nouvelle pour la victoire du Christ et de son représentant sur la terre », et à Jules Dassonville, « un chef (..) qui possède toutes les hautes qualités (...): une ardeur infatigable, un jugement précis, une stratégie savante et, les événements l'ont prouvé, souvent victorieuse ». Le chanoine Desgranges se félicite que son ami le chanoine Ardant et Jules Dassonville, « que je ne connaissais pas encore », lui aient demandé de rédiger pour les journaux de la PR des articles issus de « ses débats contradictoires », et remercie les « mécènes clairvoyants », trop peu nombreux selon lui, des organes de la PR, « plus accessibles à la masse indifférente ». L'abbé Paul Bailly, administrateur-délégué de la Presse lyonnaise du Sud-Est, loue la PR, « une grande et généreuse Idée, mais (...) aussi une difficile et méritoire réalisation », qui permet de « nous tirer des passes difficiles », « une infirmière de notre société malade, (...) une éducatrice, une initiatrice que n'effraie, et qui ne diminue, aucune vérité religieuse ou sociale ». Xavier de la Rochefoucauld fait l'historique de l'ALP, « tant dans sa première partie - retentissante - que dans la seconde partie - discrète - de sa carrière », c'est-à-dire « les Secrétariats régionaux et départementaux, qui ont pris, de 1924 à 1929, une part si efficace à toutes les luttes électorales, et de qui la PR n'a cessé de corroborer l'influence ». Il espère que l'ALP pourra reprendre, « appuyée d'une part sur la Presse régionale et d'autre part sur les Secrétariats, son rôle d'organe fédérateur entre les partis nationaux, pour la défense de la Religion, de la Famille, de la Propriété, de la Patrie et le perfectionnement de la Constitution ». Jules Dassonville, enfin, remercie Féron-Vrau, « qui sut allier à la fois la sage Unité de direction réalisée par une société centrale et les nécessaires initiatives représentées par les sociétés filiales », et les trois vice-présidents de la PR « qui depuis un quart de siècle ont apporté à la direction de l'affaire, non seulement leurs compétences d'hommes d'œuvres et d'hommes d'affaires, mais un généreux appui de tous les moments ». Il se félicite sans nuances de « l'accroissement progressif et sans arrêt des tirages des journaux, de leur autorité, du chiffre de leurs annonces, de leurs abonnements et de leur vente » et du « renforcement progressivement réalisé des services techniques de la rue de Trévise », souligne les « rudes années de la grande guerre » et « l'extension de l'activité de la PR sur le terrain de l'activité politique avec la création des Secrétariats de concorde nationale et sociale », et rend hommage à « l'abnégation et la générosité d'incessants sacrifices » des fondateurs de la société. Les congressistes envoient un télégramme de « filiale obéissance et de respectueuse soumission » au pape. En retour, le cardinal Pietro Gasparri, secrétaire d'État, félicite Féron-Vrau et ses collègues « pour l'œuvre si importante de la presse catholique, qu'ils entendent mener en esprit d'adhésion toujours plus active aux directions du Saint-Siège » et fait part de la bénédiction apostolique.
Se sont excusés d'autres membres du conseil d'administration de la Presse régionale : Emile Delisse, président du conseil d'administration de la Presse de Bretagne (Nouvelliste de Bretagne), les industriels du Nord Paul Toulemonde, de Roubaix, Eugène Ernoult, Louis Lepoutre-Motte (fils de Louis Lepoutre et futur vice-président de la PR), Joseph Motte-Cavrois, de Marcq-en-Barœul, l'industriel vosgien Max Prudhomme, fondateur en 1924 et président honoraire de la Fédération des catholiques vosgiens, affiliée à la Fédération nationale catholique, membre du conseil d'administration de la Presse de l'Est (Eclair de l'Est et Télégramme des Vosges). Ainsi que René Caron, président du conseil d'administration de la Presse libérale franc-comtoise, le colonel André de Parseval, président du conseil d'administration de la Presse lyonnaise du Sud-Est, Amand Terrière, rédacteur en chef du Nouvelliste de Bretagne, le commandant Parnet, rédacteur à la Presse régionale, Henri Noilhan. Trois clercs : le R.P Louis Dassonville, les abbés Paul Alexandre, de la Marne, et Paul Dambricourt, de Dohem. Et d'autres notabilités, sans doute actionnaires de la Presse régionale.
La Presse régionale a dû se résoudre à trouver des alliés, monarchistes à Nantes et à Rennes (Le Nouvelliste de Bretagne jusqu'en 1928, L'Echo de La Loire, de 1919 à 1928), démocrates-chrétiens du Parti démocrate populaire (Le Courrier du Pas-de-Calais), dirigeants de la Fédération républicaine (L'Eclair de l'Est à Nancy à partir de 1925).
En 1936, par ses onze quotidiens et ses nombreux hebdomadaires comme La Voix des familles d'Henri David, la Presse Régionale est l'organisation de presse catholique la plus complète que l'on rencontre alors en France. Elle couvre alors près de 60 départements. Elle est le principal actionnaire de deux importantes sociétés d'éditions et de périodiques catholiques qui sont la Société nouvelle du Télégramme, qui publie les Croix du Midi (8 éditions à Toulouse, couvrant les départements de la Haute-Garonne, Gers, Tarn-et-Garonne, Tarn, Hérault, Hautes-Pyrénées, Ariège, Aude et Pyrénées Orientales) et la Presse lyonnaise du Sud-Est (la Croix de Lyon et la Croix du Rhône), 3 éditions couvrant les départements du Rhône, de la Loire, de la Saône-et-Loire et de l'Ardèche.

## Les quotidiens du groupe jusqu'en 1945
Outre quelques hebdomadaires locaux, qui pour la plupart sont les éditions dominicales de ses journaux affiliés, la Presse régionale comprenait les quotidiens suivants, présentés dans l'ordre de leur affiliation :

### La République de l'Isère(1901-1933), suivi deLa République du Sud-Est(1933-1944), à Grenoble
Ce journal est fondé en 1901,. Il est racheté en 1905 par la Presse régionale, qui apporte la moitié du capital, et des notables grenoblois apportent l'autre moitié. Parmi ceux-ci se trouve l'industriel gantier Paul Jouvin, président fondateur du comité départemental de l'ALP de l'Isère (1904-1919) et membre de son comité directeur. Le journal est dirigé de 1905 à sa mort par Léon Poncet (1873-1941), directeur et rédacteur en chef. Ce catholique militant et ce polémiste mena campagne pour le retour des Chartreux au monastère de la Grande Chartreuse. Lui a succédé à sa mort Irénée Brochier.
Dans l'entre-deux-guerres, le quotidien est l'expression politique de la Fédération républicaine et l'organe des milieux catholiques, ceux de la Ligue dauphinoise d'action catholique, fondée en 1925 et affiliée à la Fédération nationale catholique. Son conseil d'administration est présidé en 1939 par l'industriel Joseph Jouvin (1895-1969), fils de Paul Jouvin. Sont membres du conseil Louis Bonnet-Eymard (1873-1974), négociant en peaux pour ganterie, qui présidait le conseil en 1929, Émile Romanet, militant du catholicisme social, Caillès, industriel d'Annecy, Henri Thouvard (1874-1957), industriel papetier, administrateur-délégué en 1929,. Bonnet-Eymard est le président de la Ligue dauphinoise, et Thouvard son vice-président. Son tirage ne dépasse pas les 20 000 exemplaires - 12 000 exemplaires exemplaires en 1927 -, soit beaucoup moins que les 190 000 exemplaires exemplaires du Petit Dauphinois.
Une édition savoyarde a été lancée en 1924 mais elle est régulièrement en déficit. Les administrateurs envisagent sa suppression en 1928, sauf si les catholiques savoyards s'unissent et oublient leurs rivalités. Elle est confiée à l'abbé Bernard Secret en 1930, avec l'autorisation des évêques des Alpes. Cette édition suit une ligne politique plus réceptive aux thèses démocrate-chrétiennes au sujet du nationalisme et de la politique internationale d'Aristide Briand, combattue par les dirigeants de la Fédération républicaine et par les catholiques conservateurs. Ce qui conduit l'abbé Secret à mener une démarche auprès de Léon Poncet : « Nous ne vous demandons pas de vous faire l'organe du Parti démocrate populaire ou de tout autre parti. (...) En ce qui me concerne, je n'admets pas tout le programme du PDP. Mais nous vous demandons, en matière internationale comme en matière sociale, de vous faire l'organe des idées et des directives de Rome. (...) Notre conscience sacerdotale se refuserait en effet, malgré notre amitié pour vous, à paraître soutenir un nationalisme par prétérition, qui est en opposition avec l'esprit de Rome ». L'abbé est alors président-fondateur de la fédération des mutilés et anciens combattants de Savoie et administrateur de la plus importante association d'anciens combattants de l'entre-deux-guerres, l'Union fédérale des associations françaises d’anciens combattants et victimes de guerre, à la fois patriote et pacifiste. Il demeure un collaborateur du quotidien par la suite, se montre admiratif de Mussolini et désapprouve les sanctions contre l'Italie lors de la guerre d'Éthiopie en 1935, avant d'être désigné en 1942 directeur de La Croix de la Savoie.
Devenu La République du Sud-Est en 1933, le journal suit une ligne maréchaliste et pétainiste sous l'Occupation. Il retire le mot République de son titre en 1942,. Le quotidien est placé sous séquestre en décembre 1944.

### L'Express de Lyon(1883-1925), suivi duNouveau Journal(1925-1944), à Lyon
Quotidien catholique et républicain fondé en 1883,,, L'Express de Lyon est en crise depuis 1902 : baisse des ventes et rivalités au sein du conseil d'administration entre républicains progressistes liés à Édouard Aynard, proches de l'ALP et nationalistes. Après une longue série de combinaisons, c'est la Presse régionale qui en prend le contrôle à la fin de l'année 1905. Une Société de la Presse lyonnaise du Sud-Est a été constituée en novembre 1905 pour exploiter le quotidien. Son capital est porté de 250 000 francs à 300 000 francs en 1907. Son administrateur-délégué est en 1909-1910 Louis Hermelin, un journaliste qui a collaboré à La Croix et est le représentant de la Presse régionale ; il est le secrétaire général de la Presse régionale depuis 1905. Son rédacteur en chef est Frédéric Gaucherand. Ce dernier est agressé par des militants de l'Action française en 1909.
En novembre 1909, un congrès de L'Express et des Croix du Sud-Est se tient à Lyon, présidé par Féron-Vrau et Mgr Déchelette, évêque auxiliaire de Lyon. L'épiscopat du Sud-Est soutient L'Express et la Presse régionale, encourage l'union de ce quotidien et des Croix hebdomadaires de la région, sous la responsabilité de la Presse lyonnaise. Un nouveau rédacteur en chef est désigné quelques mois plus tard, l'abbé Ferdinand Duclaux-Monteil (1875-1936), ancien rédacteur en chef de l'hebdomadaire de la Bonne Presse Le Pèlerin (1902-1908). Mobilisé durant la guerre, il revient à son retour à L'Express, comme rédacteur en chef. Contrairement à d'autres quotidiens du groupe, le journal est donc dirigé dès les années 1910 par des prêtres-journalistes, Duclaux-Monteil, et l'abbé Paul Bailly (1876-1960), directeur. Ce dernier est responsable des œuvres de presse à Lyon depuis 1909, et ce jusqu'en 1944. Directeur de la Croix de Saint-Chamond (1908), il dirige bientôt La Croix du Rhône, imprime L'Express via une société dont la raison sociale est la Presse lyonnaise du Sud-Est, fonde et imprime d'autres périodiques comme La France rurale (1919), qu'il dirige jusqu'en 1943, La Voix Sociale du Sud-Est (1922), l'organe des syndicats chrétiens, qu'il dirige jusqu'en 1941 et qu'a cofondé le syndicaliste Maurice Guerrin. L'Express et la Presse lyonnaise du Sud-Est s'installent dans l'hôtel de Sarron, au 46, rue de la charité à Lyon, en 1912.
Le journal a un tirage d'environ 10 000 exemplaires dans la première moitié des années 1920, bien moins que les autres quotidiens lyonnais : Le Progrès de Lyon (230 000 exemplaires), proche des radicaux-socialistes, Le Nouvelliste de Lyon, conservateur (130 000 exemplaires), Le Salut public (35 000) et le Sud-Est républicain, progressiste (15 000). L'Express est alors affilié à l'ALP, comme avant guerre.
Il fusionne en mars 1925 avec Le Sud-Est républicain, et devient le Nouveau Journal, de sensibilité démocrate-chrétienne. Dans le contexte du combat contre le Cartel des gauches, cette fusion vise à dynamiser les droites républicaines et à les unifier: catholiques de l'ALP - encore actifs à Lyon à cette date, autour de l'ancien député Pierre Lenail-, du Parti démocrate populaire - son premier rédacteur en chef, Emile Rodet, est membre de ce parti -, progressistes de la Fédération républicaine. Son secrétaire général et inspirateur principal est le militant du catholicisme social, Marius Gonin, secrétaire général des Semaines sociales de France. Ce dernier, qui a collaboré à l'Express et a été rédacteur pendant dix ans du Salut public, annonçait quelques mois auparavant la fondation d'un nouveau quotidien avec le concours de la Presse régionale. L'abbé Bailly est le gérant du nouveau quotidien, et l'administrateur-délégué de la Presse lyonnaise du Sud-Est. Louis Terrenoire a été rédacteur en chef du Nouveau Journal en 1930-31, après avoir exercé la fonction de rédacteur en chef de La Voix sociale.
La Presse lyonnaise du Sud-Est fête ses 25 ans en 1930, avec un banquet de 150 personnes précédé d'une messe, auquel prennent part notamment le colonel André de Parseval, président du conseil d'administration, Jean Frachon, vice-président, administrateur des papeteries de Vidalon (Anciennes Manufactures Canson & Montgolfier) et vice-président de l'Union nationale républicaine et sociale de l'Ardèche, Lucien Cozon, administrateur, négociant en soies, président du conseil d'administration de Radio-Lyon, l'abbé Paul Bailly, administrateur-délégué, Jules Dassonville, et, comme invités, le chanoine Thellier de Poncheville, de La Croix, le député Antoine Sallès, l'abbé Jallier du Nouvelliste de Bretagne, Humbert Isaac, vice-président du conseil d'administration du Salut public, Bouvier, administrateur-délégué du Nouveau Journal. Lors du 25e anniversaire de la PR, Dassonville a loué l'abbé Bailly, « qui a fait de la Presse lyonnaise du Sud-Est un des centres les plus vivants d'édition et de publication de toute la région ».
La Presse lyonnaise du Sud-Est a aussi souscrit en 1926 au capital de la Société Radio-Lyon Émissions, comme deux de ses administrateurs, Jean Frachon et surtout Lucien Cozon, principal actionnaire. Mais Radio-Lyon a connu des difficultés et Pierre Laval l'a rachetée en décembre 1928. Cozon reste actionnaire.
Le Nouveau Journal est cédé au Nouvelliste de Lyon en 1932, et n'est donc plus contrôlé par la Presse lyonnaise du Sud-Est, soutenue par la Presse régionale. Mais des liens perdurent : l'abbé Duclaux-Monteil a été son rédacteur en chef jusqu'à son décès en 1936, tout en étant rédacteur en chef de la Croix du Rhône et de la Croix de Lyon, dirigées par l'abbé Bailly, toujours administrateur de La Presse lyonnaise du Sud-Est.

### L'Éclair de l'Est, à Nancy (1905-1940)
Prenant la suite du Libéral de l'Est (1902-1905), le quotidien est fondé en 1905,,, à la demande de l'évêque de Nancy Mgr Charles-François Turinaz et des cadres locaux de l'ALP. La société qui l'édite est la Presse de l'Est, contrôlée à l'origine à 49,5 % par la Presse régionale. Un de ses représentants siège parmi les 5 administrateurs originels, Louis Hermelin, journaliste à La Croix et futur secrétaire général de la PR. Le reste du capital est détenu par des notables lorrains : Henry Déglin (200 actions, soit environ 13 % du capital), François de Wendel (100 actions), le comte Fery de Ludre (100 actions), député de Nancy et membre du comité directeur de l'ALP, Adrien et Henri Michaut (20 actions chacun), le député vosgien Maurice Flayelle (20 actions), Paul Georgel, Georges Keller, Louis Bohin, ancien notaire, président de l'Union lorraine des syndicats agricoles, vice-président de l'ALP de Meurthe-et-Moselle, administrateur, Ernest Ruttinger, adjoint au maire, administrateur, Ludovic Beauchet, maire de Nancy, des personnalités comme Maurice Barrès, qui détient 10 actions, des aristocrates (comte de Guichen, comtesse du Coëtlosquet), etc. Ainsi que 6 ecclésiastiques, dont le chanoine Joseph Renauld (10 actions), trois curés de Nancy, ou l'abbé Boulanger, directeur des œuvres de presse du diocèse de Nancy. Henry Déglin est le président du conseil d'administration. Il est le pendant à l'échelle de Nancy de Paul Féron-Vrau : homme d'œuvres et chef départemental de l'ALP. Lui succèdent Louis Bohin, jusqu'en 1909, puis le docteur Xavier Mathieu, jusqu'en 1927.
Administrateur originel du quotidien, Paul Sordoillet, vice-président du comité de Meurthe-et-Moselle de l'ALP, devient directeur et rédacteur en chef du quotidien en 1907. Il le restera jusqu'à sa mort en 1934. La Presse régionale devient l'actionnaire majoritaire à la faveur des augmentations de capital successives, souscrites aussi par la famille Michaut, le député Émile Driant ou Joseph Malval, futur maire de Nancy en 1929.
Il est tiré à environ 10 000 exemplaires avant 1914, contre 40 000 pour L'Est républicain. Collaborent au quotidien Henry Ferrette, ancien député de la Meuse de 1898 à 1910, et les députés de Nancy Fery de Ludre et Émile Driant de 1911 à 1914. Comme les autres quotidiens, il est alors très politisé et partisan, non sans excès militants, hostile aux francs-maçons, aux gauches, au laïcisme, et se veut le défenseur des droits de l'Église et des catholiques. Son identité catholique est très forte de sa fondation jusqu'en 1914. L'abbé Boulanger est administrateur en 1909, ce que dénonce alors L'Est républicain, qui en profite pour souligner l'action de la Presse régionale et ses liens avec l'Église. Le journal bénéficie du soutien des comités paroissiaux de presse, et le clergé incite ses ouailles à le lire.
Malgré des difficultés financières chroniques, le quotidien se développe et devient un quotidien régional après la Première Guerre mondiale. Il reprend par exemple en 1924 le quotidien vosgien catholique Le Télégramme des Vosges.
En 1925, les dirigeants de la Fédération républicaine, Louis Marin et François de Wendel, prennent le contrôle du quotidien, profitant de ses difficultés financières, et tentent de le moderniser. Le député URD Édouard de Warren, conseiller et ami intime de Marin, entre au conseil d'administration en 1925, devient en 1927 administrateur-délégué puis président du conseil d'administration, jusqu'en 1933 - il abandonne la présidence après son échec électoral en 1932. Lui succèdent le colonel Blaison, proche du nouvel évêque Mgr Hurault, puis le professeur de médecine Maurice Perrin, un militant républicain-national. Les nouveaux dirigeants du journal imposent un sous-directeur, Émile Meyer, qui succède à Sordoillet en 1934. Journaliste au quotidien spinalien Le Télégramme des Vosges de 1924 à 1927, il a été appelé à Nancy pour mettre en place un encadrement plus marqué de la Fédération républicaine en Lorraine - ce qui n'a finalement pas été réalisé - et pour seconder, Paul Sordoillet, jugé trop âgé. Il a milité pour l'union des droites et l'union des ligues dans les années 1934-1936, assurant de nombreuses réunions aux côtés des Jeunesses patriotes et des autres ligues d'extrême droite. Puis il milite au Rassemblement national lorrain.
La Presse régionale demeure actionnaire, participe aux augmentations de capital - au premier novembre 1930, elle a souscrit pour 200 000 francs -, et apporte son savoir-faire. L’Éclair de l'Est bénéficie également de l'aide financière d'autres notables comme les frères Eugène et Adrien de Turckheim, administrateurs de la Lorraine-Dietrich, le député Pierre Amidieu du Clos, ainsi que quelques industriels vosgiens du textile : Georges Laederich, Daniel Geistodt-Kiener et Max Prudhomme, membres du conseil d'administration de la Presse de l'Est.
Le quotidien, comme la plupart des autres titres de la PR, pâtit de son caractère partisan - au service de l'ALP puis de la Fédération républicaine -, qui l'empêche de gagner des lecteurs, ainsi que des mésententes et rivalités entre administrateurs, actionnaires et journalistes. Au sujet de la compétence et des réalisations des directeurs successifs du quotidien, Sordoillet, jugé trop âgé, et Meyer. Mais aussi à propos de questions politiques. En 1930, Edouard de Warren reçoit ainsi une lettre plutôt sèche de François de Wendel, qui lui rappelle ses versements d'un total de 490 000 francs entre octobre 1925 et mars 1928, suspendus au moment des législatives de 1928, « L'Eclair de l'Est ayant pris une attitude que je désapprouvais et poussé les choses à ce point qu'après l'effort que je venais de faire, je n'étais même pas porté au mois d'avril 1928 parmi les candidats du journal ». Warren estime cette lettre « absurde », menace de mettre un terme à son action politique car il « commence à en avoir assez de ce bon François » et confie à Marin que ces « malentendus » provoquent le découragement des industriels vosgiens et de Dassonville « après que j'ai déjà obtenu beaucoup de sacrifices de leur part pour notre journal ». La question du Parti démocrate populaire (PDP), le parti des catholiques démocrate-chrétiens né en 1924, a aussi jeté le trouble dans la mesure où Édouard de Warren lui a été très hostile. Il voulait développer la Fédération républicaine en Meurthe-et-Moselle pour faire pièce au PDP dès 1926. En 1932, il écrit à Louis Marin qu'il est important que « l'argent que François de Wendel donne » au journal soit transformé en actions « afin de conserver l'autorité sur ce journal et alors qu'on ne sait pas sous quelles directives pourrait tomber la Presse régionale », à un moment où la Presse régionale est accusée d'être trop proche du PDP, depuis les ruptures de 1928 au Télégramme de Bretagne ou à L'Écho de la Loire et depuis que le Courrier du Pas-de-Calais imprime le périodique du PDP. Il a fait entrer au conseil de la Presse de l'Est deux protestants, Georges Laederich et Adrien de Turckheim, parce que, comme l'écrit Édouard de Warren, « cela équilibrerait » face à des notables catholiques dont il se méfie.
Jules Dassonville, les autres administrateurs et les directeurs du journal se débattent avec les difficultés financières du quotidien tout au long de l'entre-deux-guerres, et surtout au cours des années 1930. Par exemple, Dassonville tente en 1934 de faire appel aux milieux économiques lorrains pour pallier les déficits et les problèmes récurrents de trésorerie de L'Éclair de l'Est, sans grand succès, et de convaincre Louis Marin et François de Wendel d'agir au plus vite. Il est même obligé de faire personnellement une avance de 35 000 francs, pour faire face aux échéances. Édouard de Warren écrivait aussi à Marin en 1930 : « Je t'envoie ci-joint les deux lettres que j'ai fait écrire par Dassonville à Amidieu du Clos et à Turckheim. Il faudrait que tu trouves le moyen de leur dire un mot de la nécessité de cet effort personnel promis par eux du reste pour l’Éclair. Sans cela, nous ne nous en tirerons pas. Ton effort personnel est nécessaire auprès d'eux ». L'essentiel des capitaux est amené par François de Wendel, qui verse plusieurs dizaines de milliers de francs chaque année, et la Presse régionale.
Le quotidien a bénéficié de soutiens à la fois anciens et nouveaux à partir de la fondation en avril 1937 d'une officine patronale à Nancy, la Société lorraine d’études et d’expansion économiques (SLEEE), animée notamment par Georges Laederich pour les Vosges et par Jean Payelle et Paul Daum pour la Meurthe-et-Moselle. Ce groupement anticommuniste est subventionné par des industriels et négociants de ces deux départements et aussi de la Meuse et de la Haute-Marne. Il aurait versé 100 000 francs par an à L'Éclair de l'Est dans les années précédant la guerre. Ses dirigeants se sont mis en relation avec François de Wendel. Ce dernier, en 1938 puis en 1939, refuse d’aider le journal à assurer sa « fin de mois » et de verser les 30 000 francs réclamés par Meyer. Selon lui, c’est aux dirigeants de la SLEEE de « s’entendre » avec les parlementaires et il leur conseille de se rencontrer. Comme il est cependant toujours convaincu que le quotidien mérite d’être « ménagé », il les invite à son domicile le 14 décembre 1938. Sont venus les députés Louis Marin et François Valentin, Laederich, Payelle, Daum et Meyer. Il a été décidé de créer un comité de liaison mensuel avec Daum et Valentin. Meyer entend quant à lui conserver son autonomie tandis que François de Wendel supporte mal en 1939 d'être écarté par les industriels de la SLEEE qui pourtant le consultent.
En 1939, sa diffusion s'établirait à environ 30 000 exemplaires, auxquels il faut ajouter 20 000 exemplaires pour le Télégramme des Vosges. Ce tirage reste nettement inférieur à celui de L'Est républicain, qui atteint 140 000 exemplaires.

Le journal cesse de paraitre en juin 1940. Georges Laederich s'est préoccupé de son avenir avec Jean Payelle. Il a songé à fusionner L’Éclair de l’Est et le quotidien vosgien L'Express de l'Est, qu'il contrôle depuis 1937 au nom d'un groupe de patrons vosgiens. Il écrit à Payelle en 1942 : 

« Il faut clarifier la situation de la Presse de l’Est. Vous savez que cette société a des comptes extrêmement embrouillés, qu’elle a à faire face à des charges d’intérêt permanentes (bons de caisse) très lourdes et qu’en outre, si j’en crois l’enquête que j’ai fait faire à l’insu de Meyer, le matériel est laissé à l’abandon et, si l’on n’y prend pas garde, sera quasi inutilisable si la situation actuelle se prolonge. Une fusion de la Presse de l’Est avec L’Express de l’Est permettrait d’utiliser nos bénéfices actuels à la remise en état immédiate et à l’aménagement de tout le matériel de la Presse de l’Est, et vraisemblablement au remboursement des bons de caisse. (…) En outre, nous pourrions vraisemblablement supprimer, grâce à cette fusion, la majorité qui appartient à la Presse régionale, sur laquelle vous avez, je pense, la même opinion que moi. »

Dans le même temps, Meyer ne répond plus aux courriers des patrons vosgiens. Le patron de la Presse régionale, Jules Dassonville, rencontre Laederich en septembre 1942 et lui adresse ensuite le professeur Maurice Perrin, président du conseil d’administration de la Presse de l’Est, pour négocier « la combinaison Express de l’Est-Éclair de l’Est », dont il dit souhaiter l’aboutissement. Cette solution n'a cependant pas abouti.

### L'Express de l'Ouest, à Nantes (1906-1919), suivi deL'Echo de la Loire(1919-1939)
Propriété de la Presse de l'Ouest, constituée au capital de 200 000 francs et dont le président du conseil d'administration est un ancien notaire, conseiller général, Ludovic Guitton, décédé en 1914, L'Express de l'Ouest est dirigé par plusieurs directeurs successifs : Joseph Bigenwald, l'abbé Briand, désigné en 1910 à la suite de discussions entre l'évêque de Nantes Mgr Pierre-Émile Rouard et Féron-Vrau. L'abbé Briand est le directeur des œuvres de presse du diocèse ; il s'efforçait de lutter contre les « mauvais » quotidiens : « Luttons donc, je vous en supplie, sur le terrain de la presse quotidienne, par tous les moyens indiqués: prières, conférences, abonnements, propagande ». Mgr Rouard rend hommage en 1907 à Féron-Vrau, « l'homme à la générosité inépuisable, grâce à qui nous avons pu tenter ici un effort sérieux sur le terrain de la presse ».
Le quotidien incarne une droite catholique plus ou moins ralliée à la République, proche de l'ALP: il organise en 1907 de concert avec ce parti une réunion présidée par le marquis de La Ferronnays, conservateur. Il a comme concurrent Le Télégramme des provinces de l'Ouest, hebdomadaire royaliste et catholique. Le nouvel évêque de Nantes Mgr Eugène Le Fer de La Motte doit arbitrer un conflit entre le Télégramme et l'abbé Briand en 1915. Le quotidien rayonne sur les départements de Loire-Inférieure et de Vendée.
Il fusionne cependant en 1919 avec cet hebdomadaire: un nouveau titre est fondé, L'Echo de la Loire, dirigé par l'abbé Briand. Le président du conseil d'administration est Desfossés, qui était administrateur de L'Express et de La Croix Nantaise. Ancien conseiller municipal de Nantes, il a appartenu au comité local de l'ALP. Son rédacteur en chef jusqu'à son décès en 1923 est Léonce Ouvrard, ancien du Nouvelliste de l'Ouest où il débuta; il était déjà le rédacteur en chef de l'Express.
La ligne politique demeure identique, fondée sur un catholicisme traditionnel hostile aux valeurs républicaines. L'accord avec les royalistes a pu se faire en refusant de poser la question du régime politique. Quatre membres de l'ancien conseil d'administration du Télégramme entrent au nouveau conseil : les marquis Henri de La Ferronnays (1876-1946), président à partir de 1920 du Comité de la droite de Loire-Inférieure (groupement politique des notables royalistes et conservateurs catholiques) et Jacques Auguste Marie Le Clerc de Juigné, l'avocat Tony Catta, secrétaire de la commission électorale du Comité de la droite, qui devient l'administrateur-délégué du journal, et le vicomte de Maquillé.
Mais, contrairement au Nouvelliste de Bretagne, L'Echo de la Loire soutient dès décembre 1926 la condamnation pontificale de l'Action française. À l'instar du Nouvelliste de Bretagne, L'Echo de la Loire est secoué par une crise en 1928, marquée par un procès entre les milieux monarchistes et le journal.
À l'abbé Briand, désormais administrateur de la Presse de l'Ouest jusqu'à la fin des années 1930, ont succédé plusieurs directeurs comme Gobert ou Jean Le Bras. Le docteur Henri Le Meignen préside le conseil d'administration jusqu'à son décès en 1936.

### Le Journal d'Amiens(1857-1944)
Le Journal d'Amiens est fondé en 1857. En 1918, le rédacteur en chef du Journal d'Amiens est Joseph Dessaint. Lui succède dans l'entre-deux-guerres Joseph Picavet, ancien secrétaire de rédaction de la Chronique picarde et correspondant de La Croix avant la guerre. Le Journal d'Amiens a fusionné en 1919 avec Le Mémorial d'Amiens, avec lequel il partageait imprimerie et administration depuis 1902. Le journal est possédé par la société anonyme Picardie-Presse, présidée par Georges Béthouart, négociant en tissus, qui a été adjoint au maire d'Amiens et conseiller général d'Amiens (1910-1923).
Le quotidien reparaît sous l'Occupation le 1er décembre 1940, avec encore Joseph Picavet comme rédacteur en chef. Ce dernier publie des brochures et des ouvrages vantant la Révolution nationale ou dénonçant comme responsables de la défaite Édouard Daladier ou Léon Blum. Alors que Picavet est en fuite à la Libération, Jules Dassonville est inculpé devant la Cour de justice d'Amiens au titre d'administrateur du journal en décembre 1944. L'ancien président du conseil d'administration du journal, le docteur Blondel, est en revanche membre du Comité départemental de libération (CDL) d'Amiens. Tandis que Picavet, arrêté en région parisienne en février 1945 et écroué à la prison de la Santé, est condamné en mai 1945 à dix ans de travaux forcés, Dassonville est relaxé.
La société anonyme Picardie-Presse, au capital de 469 000 francs, et le journal sont mis sous séquestre et les biens de la société sont dévolus à la société nationale des entreprises de presse en 1946 .

### L'Eclair comtois(1903-1939), àBesançon
Fondé par les dirigeants locaux de l'ALP, le quotidien est acheté en 1903 - il succède ainsi à L'Indépendant - par la société de presse libérale franc-comtoise, créée par Jean Maître, président de son conseil d'administration, premier président départemental de l'ALP du Doubs et membre du comité directeur de ce parti, actionnaire de la Presse régionale en 1905 (dix actions), maître de forges à Morvillars,. Membre du conseil d'administration, l'universitaire Jean Guiraud, membre de l'ALP, futur rédacteur en chef de La Croix à partir de 1917, y donne des articles, parfois sous pseudonyme, et devient son directeur politique en 1905. L'intransigeance de ce catholique militant, hostile à une alliance avec les progressistes (les républicains modérés groupés autour de René de Moustier et de La Dépêche républicaine) et désireux de mener avant tout un combat de défense religieuse, est toutefois contestée au sein du journal et de l'ALP, alors même que Guiraud devient en 1908 le deuxième président départemental de l'ALP. Les confits de personnes et la mésentente sur la stratégie électorale doivent être arbitrés par Jean Maître. Le journal tire alors à 7 000 exemplaires. À l'instigation de Jean Maître et avec le soutien de Féron-Vrau et de l'ALP, un bi-hebdomadaire est acheté en 1905, Le Nouvelliste de Haute-Saône; Guiraud en est l'un des administrateurs.
Louis Hosotte, est le rédacteur en chef à partir de 1903. Militant de l'ALP, il est tout aussi intransigeant et polémiste. Il reste rédacteur en chef jusqu'à sa mort le 1er juin 1928. La condamnation pontificale de l'Action française lui posa un dilemme ; il finit par s'y rallier. Joseph Grave, ancien rédacteur en chef du Télégramme des Vosges et ancien cofondateur et secrétaire général de la Fédération des catholiques vosgiens, affiliée à la Fédération nationale catholique (FNC), prend sa succession de 1928 à son éviction en 1938. Il est membre de la Fédération républicaine.
L'ancien député René Caron, ancien président départemental de l'ALP (1912-1914) et président de l'Union catholique diocésaine, remplace Jean Maitre, décédé en 1926, à la tête du conseil d'administration de la Presse libérale franc-comtoise, dont il était membre depuis l'origine, jusqu'à son décès en 1930. L'industriel Gaston Saglio succède un temps à Caron à la tête du conseil d'administration de L'Eclair comtois. L'administrateur-délégué du journal, jusqu'à son décès en 1932 à 58 ans, est Frédéric Cocar. Cet avocat de Besançon, d'origine bretonne, a été membre avant la guerre du comité départemental de l'ALP et président de l'Union régionale de l'ACJF.
La veuve de Jean Maître, Marie Maître, née Viellard, reste la principale actionnaire du journal ; elle détient environ 40 % du capital. Elle préside jusqu'à son décès en septembre 1937 le conseil d'administration de la Presse libérale, qui édite aussi La Croix franc-comtoise. La situation financière de la société est déficitaire à sa mort. Le journal, qui tire alors à 6 400 exemplaires, est repris par l'archevêque Mgr Maurice-Louis Dubourg, auquel Marie Maitre s'était adressée et qui devient le principal actionnaire. Il met en place un nouveau conseil d'administration, présidé par Jean Contenot, s'y fait représenter par un clerc, le chanoine Gaillard, impose un nouveau rédacteur en chef, Fernand Feugère, en février 1938. Le journal annonce dans un texte anonyme, mais écrit par l'archevêque, qu'il entend être un journal qui rallie tous les catholiques, « à l'heure où l'on sent le besoin d'une doctrine lumineuse et forte, seule capable de barrer la route au communisme et où tant de regards se tournent du côté de l'Église ». Il prétend être « un journal indépendant de tout parti et de tout groupement, professant ouvertement la doctrine sociale catholique, n'étant inféodé à aucune classe, n'étant ni de droite, ni de gauche parce que l'Église n'est ni à droite, ni à gauche ». L'archevêque organise ensuite le déménagement du journal, qui se rapproche de l'Imprimerie catholique de l'Est, dirigée par le chanoine Goux. Il inaugure et bénit les nouveaux locaux du quotidien, au 13, rue Ronchaux, en décembre 1938. Le dernier numéro du journal parait le 30 septembre 1939, au début de la Seconde Guerre mondiale. L'Eclair comtois fusionne le lendemain avec La République de l'Est, contrôlée depuis peu par le député modéré Léonel de Moustier (il s'est imposé face à l'industriel et sénateur Louis Viellard), à la demande des parlementaires et compte tenu du contexte de guerre et des difficultés financières rencontrées par les journaux. Le 15 juin 1940 paraît le dernier numéro du journal portant les deux titres.

### Le Nouvelliste de Rouen(1852-1908)
Il cesse de paraître en 1908. Son tirage s'élevait à 25 000 exemplaites et il était alors dirigé par Louis Bard, ancien rédacteur de La Croix, beau-frère d'un ancien directeur de La Croix du Havre.

### Le Nouvelliste de Bretagne, à Rennes (1901-1944)
Fondé en décembre 1901, avec l'aide financière de Joseph Rambaud, patron du quotidien Le Nouvelliste de Lyon, Le Nouvelliste de Bretagne a été suscité et encouragé par les autorités ecclésiastiques, désireuses de faire pièce au quotidien de l'abbé Félix Trochu L'Ouest-Éclair. Sa ligne politique est alors catholique et royaliste. Son tirage est faible : 2 000 exemplaires en 1902, avec 250 abonnés seulement, alors que l'évêché ne lui ménage pas son soutien. La Presse régionale en prend le contrôle en novembre 1905. Les nouveaux propriétaires du journal font alors une tentative pour se rapprocher de L'Ouest-Éclair, mais celui-ci leur oppose une fin de non-recevoir.
Jules Dassonville en est le directeur jusqu'en 1908, puis l'administrateur-délégué. Lui succèdent Charles Legendre, brièvement, l'abbé François Cornou, de 1909 à 1912 (il était auparavant rédacteur en chef du Progrès du Finistère, à Quimper), puis l'ami d'enfance de Dassonville, Eugène Delahaye, jusqu'en 1928. Venu lui-aussi du Nord, comme Dassonville, il était rédacteur depuis 1905, puis rédacteur en chef. Le journal a son siège, à Rennes, au no 5 de la rue d'Orléans tandis que sa petite équipe de journalistes se trouve rue Leperdit, dans un bureau attenant à celui de la rédaction du Journal de Rennes. En 1906, le journal déménage dans un immeuble de l'avenue de la gare et dispose de sa propre imprimerie. Le président du conseil d'administration de la Presse de Bretagne, qui publie le quotidien, est le comte Jacques de Lorgeril, fils d'un député monarchiste et monarchiste également, de 1908 à son décès en 1925. Il siège aussi au conseil d'administration de la Presse régionale, à l'instar de Charles Huon de Penanster (1871-1923), administrateur depuis 1905 et vice-président de la Presse de Bretagne, jusqu'à son décès en 1923.
Le Nouvelliste a subi une perquisition en 1906 lors de la querelle des inventaires, jugée irrégulière et dénoncée par des journaux parisiens comme L'Humanité. Le journal doit affronter sur sa droite un journal monarchiste, conservateur et catholique, Le Journal de Rennes, et sur sa gauche, L'Ouest-Éclair, de sensibilité démocrate-chtétienne. Le Nouvelliste a polémiqué avec ce dernier quotidien. L'abbé Cornou lui a ainsi reproché de « contrecarrer sournoisement les efforts que les catholiques font actuellement pour coordonner leur action sur le terrain de la défense religieuse » alors que L'Ouest-Eclair critiquait L'Action française. Il est soutenu par l'épiscopat, notamment par les archevêques de Rennes Mgr Dubourg et Mgr Charost (1921-1930), par les grandes organisations catholiques et la Bonne Presse de Féron-Vrau. Un congrès de La Croix et du Nouvelliste est organisé en 1909, auquel prend part Féron-Vrau. Il est présidé par Mgr Auguste-René-Marie Dubourg, assiste des évêques de Vannes, Saint-Brieuc et Quimper. L'archevêque de Rennes Mgr Alexis-Armand Charost assiste à la célébration des 20 ans du Nouvelliste en 1921. Toutefois, le tirage de L'Ouest-Eclair demeure largement supérieur à celui de son rival. Celui du Nouvelliste est de 20 000 exemplaires en 1924. Le caractère partisan du Nouvelliste, « quotidien régional catholique », est très marqué, au détriment des informations locales.
Comme la droite bretonne n'est pas organisée en partis structurés, Le Nouvelliste joue un rôle dans la préparation des élections, en participant aux comités désignant les candidats et en organisant des déjeuners politiques qui réunissent les notables à la veille des élections. « La constitution de la liste d'Union nationale avait été, en 1919, assez difficile. Tous les jours, sous la présidence de Léon Jenouvrier ( sénateur d'Ille-et-Vilaine ), un certain nombre de personnalités susceptibles d'être candidats, ou d'indiquer des noms utiles se réunissaient dans mon bureau du Nouvelliste. On commençait à 15 heures, et on ne finissait jamais », écrit Delahaye dans ses mémoires.
En réaction à la politique anticléricale du Cartel des gauches en 1924-25, Delahaye se fait le promoteur de la réaction des catholiques qui forment des associations affiliées à la Fédération nationale catholique et tient de multiples conférences. Il mène une campagne contre la franc-maçonnerie. Ses articles sont publiés dans des brochures. La première, fondée sur des documents obtenus de la Presse régionale, a été diffusée à cent mille exemplaires. La seconde, Reportages dans les loges maçonniques, est fondée sur des papiers obtenus d'un maçon qui cherchait à se venger.
Les polémiques avec L'Ouest-Eclair redoublent après la guerre ; ce quotidien critique l'union des droites comprenant les royalistes appuyée par Eugène Delahaye et le soutien apporté à Léon Daudet, directeur de l'Action française, candidat en 1925 à une élection sénatoriale dans le Maine-et-Loire, dénonce les ambiguïtés politiques de Jules Dassonville, au sujet de l'union des droites en Bretagne, y compris la droite monarchiste, alors qu'il a signé un manifeste républicain à Paris, tandis que le Nouvelliste vitupère les « abbés démocrates », et notamment l'abbé Trochu, cofondateur de L'Ouest-Eclair, le Parti démocrate populaire et son confrère démocrate-chrétien, accusé de semer la désunion et la discorde parmi les catholiques. « Non seulement je combattais les partis politiques de gauche et d'extrême gauche, anticléricaux ou révolutionnaires; non seulement j'attaquais la franc-maçonnerie (...), mais je me refusais à m'incliner devant les exigences du jeune Parti démocrate populaire, et je luttais contre son organe et principal soutien, L'Ouest-Eclair », écrira Delahaye dans ses mémoires.
La condamnation pontificale de l'Action française en 1926-27 vient aggraver les rivalités entre les deux journaux, d'autant que le marquis Armand de Baudry d'Asson, député royaliste de la Vendée, entre au capital de la Presse de l'Ouest et devient vice-président de son conseil d'administration en 1927. Les polémiques culminent lors des élections législatives de 1928, qui voient l'échec de notables conservateurs dans les fiefs traditionnels de la droite monarchiste bretonne et vendéenne et la victoire de démocrates-chrétiens comme Ernest Pezet, un des fondateurs du PDP. Delahaye écrit une série d'articles sur ce qu'il appelle la « collusion honteuse » entre le PDP et les gauches.
Cela débouche sur une crise interne au sein du conseil d'administration de la Presse de Bretagne. Dassonville lui fait savoir lors d'une rencontre à Paris en mai 1928 que sa ligne politique n'est plus « à la page ». Deux camps s'affrontent : les partisans d'Eugène Delahaye et du marquis Baudry d'Asson, tenants d'une ligne politique très hostile au Parti démocrate populaire et à L'Ouest-Eclair et favorable à l'alliance avec les royalistes, majoritaires (11 membres du conseil sur 13) contre Dassonville et le président du conseil d'administration, Emile Delisse (1855-1938), industriel-fromager et administrateur de la Presse régionale, qui détiennent la majorité des actions. Elle entraîne le départ de Delahaye, qui annonce le 30 juin à ses lecteurs son retrait à la suite d'un « différend politique » avec Jules Dassonville. Le marquis de Baudry d'Asson et le général Joseph de Lesquen, qui collaborait au journal et qui en outre, s'estimant désavoué par Mgr Charost, a démissionné de ses fonctions de président de l'Union diocésaine de l'Ille-et-Vilaine (affiliée à la Fédération nationale catholique) au lendemain des élections de 1928, font connaitre aussi leur démission et les dessous de cette crise. Delisse et Dassonville répliquent par une adresse aux lecteurs, faisant état de leur fidélité à l'épiscopat. La position du journal vis-à-vis de l'Action française est la véritable cause de la rupture. L'archevêque de Rennes, Mgr Charost, jusqu'alors peu favorable au PDP et sympathisant de l'Action française, se décide enfin à obéir aux orientations pontificales et s'engage en faveur du camp victorieux. Les évêques de Bretagne et de Mayenne écrivent une lettre collective « recommandant aux catholiques de leurs diocèses Le Nouvelliste de Bretagne » : « Vous connaissez la détermination que Nous avons prise pour conserver au « Nouvelliste de Bretagne », son caractère de journal catholique avant tout. Nous n’avons pas voulu qu’il se transformât, pour devenir l’instrument d’un parti politique, pour être une arme forgée en vue d’un duel sans merci avec un parti politique adverse [le PDP], (...) le journal catholique) rejette l’Action française parce qu’il ne le tient pas pour une maîtresse sûre, même dans ses leçons de politique ». Ce même texte incite les Unions paroissiales, les instituteurs des écoles privées à encourager l’achat, l’abonnement à ce quotidien et à souscrire à sa caisse de propagande comme eux-mêmes l’ont fait en versant chacun 5 000 F.
Désormais, le Nouvelliste se montre hostile à l'Action française, alors que Delahaye présentait les réunions de la ligue royaliste sous un jour favorable, et les polémiques avec L'Ouest-Eclair cessent. Un nouveau rédacteur en chef est nommé : Amand Terrière, ancien secrétaire général de L'Eclair de l'Est. Un prêtre désigné par l'archevêché, l'abbé Amand Jallier, est nommé directeur. Jallier, Terrière et Le Nouvelliste polémiquent avec Delahaye et son hebdomadaire fondé en juillet 1928, après son éviction, La Province. Ils lui reprochent sa collusion avec l'Action française. À la suite d'une de ces polémiques, Delahaye intente en 1933 un procès à l'abbé devant l'Officialité diocésaine de Rennes pour diffamation et injures. L'abbé Jallier rédige un mémoire afin de prouver que Delahaye n'a « répudié ni l'esprit, ni les méthodes, ni les maximes pratiques » de l'Action française et ce dernier est débouté. C'est que le nouvel archevêque de Rennes (depuis 1931) Mgr René-Pierre Mignen est déterminé à appliquer les orientations du Saint-Siège et à rompre les attaches qui lient le catholicisme breton aux notables les plus conservateurs, soutiens de Delahaye. Mgr Mignen est venu bénir les nouveaux ateliers du journal en 1934, déclarant que le journal catholique poursuit son action « en dehors des formations de partis » et doit être soutenu par « les catholiques de toutes les opinions politiques ».
En butte à des difficultés financières, le journal reçoit de L'Ouest-Eclair une subvention, à la demande de Mgr Mignen. Un autre prêtre est désigné pour succéder en 1938 au chanoine Jaillier : l'abbé Ambroise Tanvet, une figure du monde combattant de l'Ille-et-Vilaine.
Le quotidien est évidemment hostile au Front populaire. Ainsi Amand Terrière participe au meeting d'octobre 1936 de l'Alliance nationale de l'Ouest fondée par Delahaye en 1929, aux côtés de parlementaires de la Fédération républicaine comme Philippe Henriot. En politique étrangère, le quotidien critique le nazisme paganiste et antisémite. Il prend parti durant la guerre d'Espagne contre les « rouges » et soutient le camp de Franco.
Il est dirigé à partir de 1940 par Amand Terrière (1886-1971), qui a la lourde charge de l'animer sous l'Occupation. Tandis que le quotidien disparaît à la Libération, remplacé le 19 septembre 1944 par La Voix de l’Ouest, démocrate-chrétien, dirigé par l’abbé Chéruel, un des principaux résistants des Côtes-du-Nord, Terrière est mis hors de cause et le président du conseil d'administration, le docteur Félix Marivint, est acquitté. La Voix de l'Ouest devient à partir de 1947 Les Nouvelles de Bretagne et du Maine, quotidien puis hebdomadaire de 1955 à 1983. Terrière y travaille.

### La Liberté du Sud-Ouest, à Bordeaux (1909-1944)
Le journal est fondé en 1909. Les fondateurs du quotidien sont Paul Glotin (associé de la Maison Marie Brizard et Roger), président du conseil d'administration de 1910 à son décès en 1933, le négociant et député André Ballande et le journaliste Paul Duché, premier directeur du quotidien (1909-1924), et ancien directeur du quotidien catholique et monarchiste Le Nouvelliste de Bordeaux qu'il a quitté en 1907 pour obéir aux consignes pontificales de ralliement. Paul Glotin, ancien président du comité girondin de la Ligue de la patrie française, a participé à la constitution de l'ALP à Bordeaux en 1902 et est devenu président de son comité de Bordeaux, puis du comité de Bordeaux et du Sud-Ouest. Le journal annonce en 1910 l'augmentation de son capital, grâce au concours de Féron-Vrau et de la Presse régionale. Le capital de la société imprimant le journal est porté en 1912 à 417 000 francs, divisé en 834 actions de 500 francs.
Glotin est député de Bordeaux de 1919 à 1924, élu sur une liste clemenciste menée par Georges Mandel. L'abbé Daniel Bergey, député de 1924 à 1932, collabore au journal à partir de la fin de l'année 1924 et en devient aussitôt le directeur politique. La Liberté du Sud-Ouest devient l'organe du parti qu'il fonde en 1925 et préside, l'Union populaire républicaine de la Gironde. Il diffuse à plus de 60 000 exemplaires sur une vingtaine de départements, grâce à des comités de propagande et des correspondants-rédacteurs dévoués à la cause catholique. Bergey confie l'éditorial dès janvier 1925 à Philippe Henriot. Il quitte sa fonction de directeur politique en janvier 1932 ; son protégé, Philippe Henriot, lui succède. Ce dernier devient aussi le président de l'UPR et remplace l'abbé Bergey au Palais-Bourbon.
L'industriel du cognac Maurice Firino-Martell succède à Glotin à la tête du conseil d'administration du quotidien en 1933. Le directeur du journal est alors l'abbé Peuch, qui était administrateur-délégué au moins depuis 1929 et qui est parallèlement directeur de l'enseignement libre du diocèse. Maurice Duverger, qui a brièvement collaboré au journal, l'évoque dans ses mémoires.
Le quotidien est dirigé par le chanoine Peuch sous l'Occupation, avec comme rédacteur en chef depuis 1938 Louis-Georges Planes, alias Georges Planes-Burgade (1891-1974), qui était auparavant le critique littéraire du quotidien. Tous deux ont en parallèle animé un hebdomadaire catholique Les Voix françaises, fondé à Bordeaux en janvier 1941. Ce périodique a soutenu Pétain et la Révolution nationale et a combattu la franc-maçonnerie.
Comme ce quotidien a continué à paraître sous l'Occupation, il est suspendu à la Libération.

### Le Télégramme, àToulouse(jusqu'en 1932)
Fondé en 1894, racheté par la Presse régionale en juin 1910 à la demande de l'archevêque, Mgr Germain, il est dirigé par Louis-Alfred Pagès (1881-1944). Docteur en droit, il a été avocat dans sa ville natale de Montauban puis à Toulouse, et président de l'Union régionale du Midi de l'Association catholique de la jeunesse française (1905-1909). Comme ailleurs, des polémiques opposent le journal à des catholiques monarchistes. Il a polémiqué avant la guerre avec L'Express du Midi, qui l'accuse de « manœuvres (...) dans le but de diviser les catholiques au profit des ennemis déclarés de nos croyances et de notre foi », et Le Midi royaliste.
Pagès quitte Toulouse en 1922 pour prendre la direction des services parisiens du quotidien rennais démocrate-chrétien L'Ouest-Éclair. Il est remplacé par un jeune journaliste, Albert Cuvilliez, choisi par Féron-Vrau et Dassonville. Ancien rédacteur au Courrier du Pas-de-Calais, c'est l'ancien secrétaire de rédaction du Nouvelliste de Bretagne, rival et adversaire politique de L'Ouest-Éclair, affilié à la Presse régionale. Le quotidien connait des difficultés à partir de 1929. L'abbé Peuch, de Bordeaux, est nommé administrateur-délégué pour tenter de pallier ces difficultés, sans succès. Après un dépôt de bilan, le Télégramme cesse de paraître le 16 juillet 1932, après des négociations avec le Parti démocrate populaire pour l'aider à renflouer le journal.
La société du Télégramme publiait aussi La Croix du Midi, imprimée depuis 1910 par les rotatives du Télégramme . À l'initiative de Louis Jammes, rédacteur au Télégramme depuis 1925, les Croix du Midi obtiennent de pouvoir reprendre la société et récupèrent l'hôtel du Télégramme, installé depuis 1912 au centre-ville (rue de Constantine, devenue rue Gabriel Péri). La Société nouvelle du Télégramme reprend à son compte la gestion et la publication des Croix du Midi à partir du 1er octobre 1932. La Presse régionale a décidé de soutenir les Croix. À la veille de la Seconde Guerre mondiale, la Société nouvelle du Télégramme publie 8 éditions dans le Sud-Ouest (Croix de Toulouse, lancée en 1935, Croix de l'Héraut, Croix de l’Aude, Croix des Pyrénées Orientales, Croix de l’Ariège, etc.). L'abbé Camille Barthas (1884-1969), nommé chanoine en 1939, est le directeur de la Croix du Midi et de la Croix de Toulouse et le secrétaire général des Croix du Midi dans les années 1930 et sous l'Occupation.

### Le Journal d'Indre-et-Loire, à Tours (jusqu'en décembre 1926)
Quotidien depuis 1849, Le Journal d'Indre-et-Loire, conservateur, a fusionné en 1913 avec les Nouvelles du Centre et de l'Ouest, lancées par des catholiques lors du 2e congrès diocésain de Tours de 1910. En butte à des déboires financiers, il cessa sa publication fin 1926.

### L'Alsace, à Belfort (jusqu'en 1914?)
Ce quotidien fondé en décembre 1903, et possédé par le maître de forge Louis Viellard, beau-frère de Jean Maître, a été brièvement affilié à la Presse régionale avant la Première Guerre mondiale.

### Le Courrier du Pas-de-Calais, (1830-1944), à Arras
La création du journal date de 1830. Quotidien successivement orléaniste, bonapartiste, puis monarchiste à partir de 1890, il devient républicain modéré par la suite. Concurrencé par les grands régionaux lillois, son tirage est faible (2 000 exemplaires environ avant 1914) mais il publie un hebdomadaire dominical (le Pas-de-Calais hebdomadaire) qui tire à 70 000 exemplaires en 1939. Au XXe siècle, il eut comme directeurs Paul-Marie Laroche, puis Jules Eloy. Et comme rédacteurs en chef Arthur Martin, l'avocat Georges Lenoir, Paul Deron, décédé durant la Première Guerre mondiale puis Georges Lequette jusqu'en 1940.
En butte à des difficultés financières, le Courrier a failli disparaître en 1925. Son président du conseil d'administration est alors le baron Alexandre Cavrois de Saternault, professeur de droit à l'Université catholique de Lille, qui a été ou est encore administrateur de la Presse régionale. L'abbé Jean-Marie Laroche, un héritier de la famille propriétaire du journal depuis 1890, a su convaincre l'Évêché de la nécessité de poursuivre la parution du journal et trouver des ressources, avec la fondation de la Nouvelle société anonyme du Pas-de-Calais, au capital d'1,2 million de francs. Il a mobilisé les lecteurs du quotidien et la Presse régionale est venue au secours du Courrier. Jules Dassonville est entré au conseil d'administration. Le chanoine Edouard Maréchal, vicaire général du diocèse, et représentant de l'Évêché, est le plus gros actionnaire, aux côtés de l'abbé Laroche.
Le journal célèbre son 125e anniversaire en 1928, avec un banquet précédé d'une messe présidée par l'évêque d'Arras, Mgr Eugène Julien. Le président du conseil d'administration est alors depuis 1925 Marc Scaillierez, syndicaliste agricole, membre du Parti démocrate populaire (PDP) depuis sa fondation. Sont administrateurs Pierre Saudemont-Bachelet, négociant en vins, administrateur-délégué, puis président du conseil d'administration, Jules Dassonville, l'abbé J-M Laroche et André Fleury, industriel. À la mort de Saudemont-Bachelet, le chanoine Maréchal, Dassonville et l'avocat Philippe Gerber contrôlent la société, au détriment de l'abbé Laroche et de ses amis. Les deux présidents successifs de la fédération du Pas-de-Calais du Parti démocrate populaire, Scaillierez, puis Philippe Gerber, beau-frère de l'abbé Laroche, ont été administrateurs du journal. À la veille de la guerre, le conseil est présidé par Dassonville. Il comprend 9 membres, aux sensibilités politiques diverses, de l'Action française au PDP.
Le Courrier cesse sa parution en mai 1940, puis la reprend le 29 juin. Son tirage augmente sous l'Occupation, avec environ 27 000 exemplaires en 1942. Le chiffre d’affaires passe de 2 150 000 francs au 31 mars 1940 avec un déficit de 125 000 francs pour le quotidien à 5 093 000 francs dont un bénéfice de 168 000 francs au 31 mars 1944. Il est contrôlé par la censure des occupants allemands. À la demande du chanoine Maréchal, un nouveau rédacteur en chef est désigné, Maurice Sallon, décédé en mai 1944. La ligne politique est maréchaliste et pétainiste. En 1942, les administrateurs du journal nomment comme éditorialiste Joseph Dessaint, septuagénaire, qui a été le secrétaire général de La Presse régionale dans les années 1930. Il livre ses éditoriaux par l'intermédiaire de la Presse régionale. Des éditoriaux en faveur de la Révolution nationale du régime de Vichy et de la collaboration, jusqu'en août 1944. Il meurt quelque temps après la Libération.
À la Libération, des presses de la Nouvelle Société anonyme du Pas-de-Calais sort un nouveau quotidien La Liberté du Pas-de-Calais. La direction du journal est assurée par l'avocat Philippe Gerber, administrateur démissionnaire (septembre 1941) de l’ancien Courrier et membre du Comité local de Libération, président-fondateur de la fédération du Pas-de-Calais du Mouvement républicain populaire (MRP). En mars 1945, ce journal est remplacé par Libre-Artois, toujours imprimé par la Nouvelle Société anonyme du Pas-de-Calais, cependant dissoute par la Cour de justice en 1946. Le conseil d’administration du quotidien est présidé par le socialiste Guy Mollet. Georges Lequette en est le rédacteur en chef.

## La Presse régionale depuis 1945

### L'Éclair de l'Est, éphémère survivant (1944-1949)
Puisqu'il s'est sabordé en juin 1940 et qu'il n'a pas reparu sous l'Occupation, contrairement à La Liberté du Sud-Ouest ou au Courrier du Pas-de-Calais, L'Eclair de l'Est peut être à nouveau publié à la Libération, sous la direction d'Emile Meyer, d'autant que ce dernier est membre du Comité de libération de Nancy.
Louis Marin rompt publiquement avec le quotidien en octobre 1945, lui reprochant « sa nouvelle politique souterraine, si néfaste à de multiples points de vue » et la publication d'une lettre de deux anciens députés, qu'il a « soutenus avec foi jadis », François Valentin et Jean Quenette. Dans cette lettre, ils protestent contre le jury d'honneur chargé de statuer sur leur inéligibilité et affirment qu'ils ont accepté des fonctions au sein du régime de Vichy en plein accord avec Marin, ce qu'il nie. Le journal soutient alors Pierre André, ancien résistant qui tente alors de regrouper les modérés autour d'un noyau de résistants et de prendre ainsi la place qu'occupait avant la guerre la Fédération républicaine de Louis Marin. Il a fondé en 1945 une nouvelle formation politique, qu'il préside : l'Action républicaine lorraine (ARL). André a milité avec Meyer avant la guerre au Rassemblement national lorrain.
Le quotidien bénéficie à la fois d’appuis anciens et de l’apport de nouveaux soutiens. Parmi les premiers, la Presse régionale demeure actionnaire (elle souscrit 3 999 actions). Le capital de La Presse de l'Est est porté à 8 millions de francs (990 000 euros environ), par l’émission de 64 614 actions de cent francs. Meyer, Dassonville et le professeur Maurice Perrin siègent encore au conseil d’administration. L'industriel vosgien Georges Laederich n'y siège plus : ce patron pétainiste est arrêté en 1945 et condamné à deux ans de prison en 1946. Deux industriels qui ont été des fondateurs de la SLEEE souscrivent en revanche chacun 2 000 actions : Jean Payelle, P-DG de la SA des mines de sel et salines de Rosières-Varangéville, et Georges Prêcheur, de la SA des filatures et tissages de Saint-Nicolas-de-Port et de la Société cotonnière lorraine à Val-et-Châtillon. Deux hommes qui ont été proches des équipes du quotidien avant-guerre entrent au conseil : l’ancien député de Nancy François Valentin, vichysto-résistant alors inéligible, neveu de Perrin et ancien secrétaire de rédaction, et Pierre André : il souscrit 1 000 actions. De nouveaux noms apparaissent, issus du milieu des industriels, comme Camille Haeder, industriel nancéien, Robert Elbel, gérant de société, fils de l’ancien député vosgien de gauche Paul Elbel, titulaire de la médaille de la résistance et secrétaire général de l'ARL. Des PME apportent leur obole, comme la SARL Biscuiterie lorraine (2 000). Le notaire Jean Crouzier, conseiller général de Blâmont et député à partir de 1946, souscrit 1 000 actions.
Pierre André préside le conseil d'administration à partir de novembre 1947, tandis que Meyer quitte le journal le 7 février 1948. Pierre André tente de relancer le journal. Il prend contact avec François de Wendel qui lui signale dans une lettre en 1948 que l’équipe dirigeante du journal a dédaigné son appui après la Libération : « J’avais demandé plusieurs fois après la Libération à M. Meyer s’il avait besoin d’un concours. Il m’a toujours répondu négativement soit que lui-même soit que la fraction du conseil général soutenue par L’Eclair de l’Est préféraient ne pas me voir intervenir et me tenir à l’écart de la vie politique nancéienne. (…) ». Et de déplorer, quelque peu vexé par ces rebuffades, que « les amis que j’ai soutenus pendant plus de trente ans m’ont si complaisamment abandonné ». Il promet alors à André, qui prépare une augmentation de capital, une subvention minime de 200 000 francs, sous la forme de 2 000 actions de cent francs.
Le conseil d’administration de la Presse de l'Est comprend encore en 1949 Dassonville et Valentin, alors journaliste à Paris, aux côtés de Crouzier, Elbel, Haeder, Raymond Pinchard, conseiller municipal depuis 1947 et futur sénateur-maire de Nancy, membre du comité de l'ARL.
En concurrence directe et frontale avec L’Est républicain, le quotidien, très fortement marqué à droite, a rencontré d’importantes difficultés financières, qui l'obligent même à modifier son rythme de parution (deux ou trois numéros par semaine) et à supprimer son édition des Vosges, Est presse. Devant les difficultés financières, le quotidien disparaît en mars 1949 et se transforme en hebdomadaire dominical, Dimanche-Eclair, dont Pierre André est le directeur. Et la société éditrice de L’Éclair de l’Est doit conclure un contrat de louage de service avec L’Est républicain, qui se charge de « l’impression et la diffusion du nouveau périodique ainsi que la fourniture de la plupart des informations locales et sportives ». Cet accord va provisoirement permettre à la société d’édition de survivre, jusqu’en 1961.

### Les hebdomadaires
Au lendemain de la Seconde Guerre mondiale, les Croix du Midi à Toulouse restent parmi les journaux autorisés grâce à l'appui de Mgr Jules Saliège, archevêque de Toulouse. L'homme-clé des Croix est alors Louis Jammes, directeur général des Croix du Midi en 1949, puis P-DG de la Société nouvelle du Télégramme ; il était administrateur de cette société depuis 1932. Depuis 1946, il est en outre vice-président de l'Association nationale des périodiques catholiques de province (ANPCP), fondée cette année-là. Cette association s'est installée depuis juin 1952 au 43, rue de Trévise à Paris, soit au siège de la Presse régionale.
L'action de la Presse Régionale est de fait considérablement réduite et l'enjeu pour les actionnaires devient de faire perdurer la voix catholique dans le concert des médias régionaux, lesquels se reconfigurent et se modernisent à marche forcée. Lors du conseil d'administration du 17 mai 1947, Jean Tiberghien dit que « pour l'avenir, il faut trouver des formules neuves ou rénovées qui permettent aux journaux catholiques de vivre sans déficit chronique »[réf. nécessaire].
Alors même que ce combat est loin d'être gagné à Toulouse, la Presse Régionale se trouve appelée à la rescousse pour que ne disparaisse pas La Croix du Nord à Lille, possédée par la famille Mulliez depuis 1950 - cet ancien quotidien est devenu un hebdomadaire en 1968. Elle reprend en 1997 la Voix du Jura.
À Lyon, en revanche, un procès oppose dans la première moitié des années 1950 l'abbé Bailly à la Presse régionale au sujet de la Presse lyonnaise du Sud-Est, qui a été placée sous administration provisoire à la Libération, par un arrêté du commissaire de la République du 9 septembre 1944. Bailly, qui a bénéficié pour lui-même d'une décision de classement en 1946, a saisi le tribunal de commerce de Lyon pour faire annuler les assemblées générales de 1947 et 1948. En janvier 1948, la Presse lyonnaise du Sud-Est est reprise par une nouvelle société, les éditions et imprimeries du Sud-Est, dont le siège est encore au 46, rue de la charité à Lyon et dont le capital s'élève à un million de francs. le président de son conseil d'administration est Albert Bourbousson.
Louis Lepoutre-Motte, vice-président de la Presse régionale, Louis Tiberghien-Delesalle, administrateur, Jean Tiberghien-Salmon, secrétaire de la PR, Louis Jammes, directeur des Croix du Midi, et Albert Bourbousson, président du conseil d'administration des éditions et imprimeries du Sud-Est à Lyon, assistent aux obsèques de Jules Dassonville en juin 1949.
Louis Jammes est aussi à partir de 1950 administrateur de La Presse régionale, de la Presse de Bretagne à Rennes (1950-1970), qui subsiste donc, et de la Société d'éditions et imprimeries du Sud-Est de Lyon.

#### Famille Mulliez et l'Association des amis de la Presse régionale
La Presse Régionale est, à partir de 1993, propriété de l'Association des amis de la Presse régionale, association loi 1901 qui a repris l'essentiel des actions des descendants des fondateurs sous l'impulsion d'André Mulliez, président des conseils d'administration de la Société nouvelle La Croix du Nord SA, de la Société nouvelle du Télégramme et de la Société de presse du Jura SA, et président du groupe Presse régionale, afin de garantir indépendance et désintéressement des propriétaires.
André Mulliez (né à Roubaix le 10 mai 1930, décédé le 4 juillet 2010), après des études à l'EDHEC de Lille (1952), a exercé successivement la fonction de directeur juridique et financier (1958-1976), de président (1978-1979) et de membre du Conseil central de la très riche famille Mulliez. Il a été P-DG de Phildar de 1982 à 1985. Il a été également administrateur de la Caisse d'Allocations Familiales et des Écoles Libres et conseiller régional (Centre des démocrates sociaux) du Nord-Pas-de-Calais de 1986 à 1992. Il a été le directeur de publication de plusieurs hebdomadaires du groupe de la Presse régionale.
Les apports d'argent frais, que ce soit pour la Société Nouvelle du Télégramme, La Croix du Nord ou la Voix du Jura, ont été importants. Ils ont surtout été désintéressés, comme le veut la tradition des actionnaires de la Presse régionale depuis sa fondation. La vocation chrétienne des journaux est toujours présente. Malgré toutefois le changement de nom en 2003 de La Croix du Midi, devenue La Voix du Midi
La Société d'édition de la Presse régionale - SEPR SA est fondée en 2004. Société anonyme à conseil d'administration, elle est détenue à 99 % par la famille Mulliez au travers de l'Association des amis de la presse régionale. La SEPR est issue de la fusion entre la Société Nouvelle du Télégramme (SNT), La Voix du Jura et La Croix du Nord, en partie détenus par la famille Mulliez. Ses titres forment l'un des leaders de la presse hebdomadaire régionale dans 3 grandes zones : le Nord, le Jura et l'ensemble Midi-Pyrénées-Cantal. Elle publie 12 hebdomadaires départementaux : 
- La Voix du Jura
- La Croix Du Nord, « hebdomadaire chrétien régional ». Tirage : 14.000 exemplaires. 12.000 abonnés en 2008[229].
- La Voix du Midi
- Croix Du Midi Actualités (départements du Languedoc-Roussillon)
- La Vie Quercynoise, du Lot (paraît depuis le 14 octobre 1944, avec comme sous-titre « Hebdomadaire chrétien et social de libération »[230]
- La Voix du Cantal (remplace depuis 1944 La Croix du Cantal[231])
- Voix du Gers (suite de l'édition du Gers de la Croix du Midi depuis 2001[232])
- L'Echo du Tarn (suite depuis 2002 de La Croix du midi. Actualités du Tarn[233])

Dominique Billard, gendre d'André Mulliez, né en 1954, devient président du conseil d'administration en 2008 (succédant à Olivier Lepoutre, administrateur depuis 2004) puis P-DG en 2010. André Mulliez n'est plus administrateur depuis 2008. Raphael Motte est directeur général délégué de 2010 à 2012.

#### Vente à Publihebdos
En 2014, la SEPR, alors dirigée par Dominique Billard, est cédée à Publihebdos SAS, leader de la presse hebdomadaire en France et filiale à 100 % du Groupe SIPA - Ouest-France. Publihebdos prend 70 % de son capital et les 30 % restants demeurent dans les mains de l’association Les Amis de la Presse Régionale. Le groupe SEPR employait à cette date 67 salariés et réalisait un chiffre d’affaires de 5.2 millions d’euros. Francis Gaunand, président du directoire de Publihebdos, né en 1964, est le nouveau président du conseil d'administration de la SEPR. Dominique Billard reste administrateur de la SEPR et administre aussi Publihebdos.

## Charte éditoriale des titres de Presse régionale
Presse Régionale édite des hebdomadaires chrétiens d'information locale.
VOCATION :
Hebdomadaire : recul, donc donner du sens
Chrétien : avec l'éclairage de la Bonne Nouvelle
D'information : à l'actualité
Locale : au plus près de la vie de chacun
PUBLIC : Le plus grand nombre. Sans prosélytisme, offrir au plus grand nombre l'accès à l'espérance dans sa vie.
MISSION :
- Être le "prochain" dans un monde où les voisins deviennent des "lointains" (proximité dans tous les sens du terme)
- Expliquer, clarifier, donner du sens à l'information
- Donner la parole à ceux qui en sont privés (les pauvres, les petits), redonner toute sa place à la vie, à la famille, être militant de l'espérance
- Faire témoigner les "bâtisseurs", ceux qui près de nous déplacent des montagnes
- Démontrer par l'exemple que la foi libère l'homme et le fait grandir pour le service de l'autre

CONDITIONS
- Aucun sujet n'est tabou pourvu qu'il soit traité dans l'esprit de ce qui précède
- Le respect de la personne, lecteur ou sujet d'article ou d'illustration mais aussi collègue de toute fonction dans l'entreprise, dépasse les simples conventions habituelles.
- Le souci de la vérité et du dialogue
- Dans le concert médiatique, nos journaux ne justifient leur existence que s'ils emmènent le lecteur un peu plus loin que là où il pensait aller dans sa réflexion personnelle et son rapport au monde.

Cela signifie que nous avons plus à poser intelligemment des questions qu'à apporter des réponses toutes faites.

## Personnalités et journalistes ayant collaboré à la Presse régionale
- Maurice Barrès, articles de 1911 à 1914 dans L'Eclair de l'Est notamment
- le général de brigade (1905) Cherfils (1849-1933), ancien chef de la cavalerie du XXe corps, auteur d'ouvrages militaires[237] et collaborateur militaire de L'Écho de Paris : on lui doit des articles parmi les plus typiques du « bourrage de crâne » pendant la guerre 1914-1918[238].
- l'abbé Jean (Marie) Desgranges, ancien Silloniste, membre du Parti démocrate populaire, orateur actif défenseur du catholicisme, député du Morbihan de 1928 à 1940 : il signe une rubrique intitulée « Le pour et le contre » puis « Excusez-moi, Monsieur, mais » dans la première moitié des années 1920[239].
- Henri Noihlan, ingénieur agronome et avocat à la Cour d'appel de Paris, chargé des questions agricoles. C'est un proche du député agraire Louis Guillon ; il est secrétaire général du Parti agraire et paysan français puis du Parti républicain agraire et social fondé par Guillon en 1936[240].
- Paul Tapponnier (1884-1970), à la tête du secrétariat de documentation parlementaire de la Presse régionale, député URD de Haute-Savoie de 1919 à 1924[241]
- Paul Blin, secrétaire général de la Presse régionale à partir du 1er avril 1919[Note 50]
- Théodore Chèze, rédacteur parlementaire et reporter, avant 1909
- Jacques Pacy, responsable de l'actualité religieuse et sociale
- Le comte de La Roche-Aymon, parent du député François de La Roche-Aymon
- Jean Sarril (pseudonyme de Maurice Schaeffer, 1879-1936), rédacteur parlementaire de la Presse régionale durant 31 ans[242]
- Rémy Anselin, éditorialiste, dont les articles sont publiés dans plusieurs journaux de la PR dans l'entre-deux-guerres
- Albert Orry (1870-1939), rédacteur parlementaire, de 1924 à son décès. Orry est issu de la gauche socialiste. Il a milité dans divers partis socialistes à partir de la fin des années 1890, est passé par le Parti socialiste français, la SFIO, brièvement, le Parti républicain-socialiste, à partir de 1911, puis le Parti socialiste national, entre 1917 et 1920. C'est en tant que dirigeant de la fédération de la Seine de ce parti qu'il devient en 1919 le secrétaire général du Bloc national. Il est ensuite le secrétaire général de l'Action nationale républicaine et celui de la Fédération républicaine des maires et conseillers municipaux de France à partir de sa fondation en 1926 par Louis Marin. Comme journaliste, il a été le correspondant parlementaire depuis 1895 de périodiques de province, comme Le Salut public de Lyon, et a été le secrétaire général de la Presse nouvelle de 1904 à 1915. Il est membre des Jeunesses patriotes[243]
- Commandant Hautebray
- Joseph Brandicourt[244].
- Martial Massiani, secrétaire général et futur président du Syndicat des journalistes français (syndicat catholique), futur président du conseil général de la Seine.
- Urbain Falaize[Note 51].
- R.P. Joseph Dassonville[245]

## Sources
- Hugues Beylard, Paul Féron-Vrau, au service de la presse, Paris, Éd. du centurion, 1961
- Claude Bellanger, Jacques Godechot, Pierre Giral, Fernand Terrou, Histoire générale de la presse française, t. III : 1871-1940, Paris, P.U.F., 1972
- André Caudron, Dictionnaire du monde religieux dans la France contemporaine, t. IV : Lille-Flandres, Paris, Beauchesne, 1990 (notices sur Paul Féron-Vrau et Jules Dassonville)
- André Demaison, Les Voix de la France : la presse de province au XXe siècle, Paris, Hachette, 1935
- Yann Guerrin, Le Nouvelliste de Bretagne de 1933 à 1939 : un journal catholique dans un monde de plus en plus éloigné des valeurs religieuses fondamentales (mémoire de maîtrise en histoire), Rennes, université Rennes-II, 1988
- Georges Hourdin, La presse catholique, dans Encyclopédie du catholicisme au XXe siècle, Paris, Fayard, 1957
- Michel Lagrée, Dictionnaire du monde religieux dans la France contemporaine, t. III : La Bretagne, Paris, Beauchesne, 1990
- Emile Poulat, René Rémond, Cent ans d'histoire de La Croix, Paris, Éd. du centurion, 1988
- Registre des délibérations des Assemblées Générales depuis 1905
- Procès-verbaux des séances des conseils d'administration de "Presse Régionale"